# Куди вторгнутися далі
«Куди вторгнутися далі» (англ. Where to Invade Next) — американський документальний фільм, знятий Майклом Муром. Світова прем'єра стрічки відбулась 11 вересня 2015 року на міжнародному кінофестивалі в Торонто. Фільм розповідає про «нескінченну війну» США та її використання для підтримки свого військово-промислового комплексу.

## Виробництво
Режисер тримав у таємниці знімання фільму протягом усього виробничого періоду. Він був знятий невеликою командою, а виробництво відбувалось на трьох континентах.